# 三个世界理论 (信息学)
在資訊学（尤其在计算机科学、数据库理论）中的“三个世界”理论中，“三个世界”指现实世界、資訊世界和机器世界（即电脑世界），概括了将现实世界中客观存在的事物（一些事实与事件）转化成为数据库存储中的数学模型的三个过程。独立存在于人们头脑外、客观存在的事物归属现实世界；当人们把这些客观事物收入头脑后，予以整理，对其简化、抽象化后，选出事物、事件较具代表性质的属性，这便成为信息世界的实体；最后通过各种媒体（特别指电子计算机存储器），将这些属性整理、压缩，转换作数据，并以此形式保存在计算机数据库中。这便是转换的三个大体步骤：现实世界的客观事物→信息世界的抽象实体属性→机器世界的数据记录。